# Subborealna brzezina bagienna
Sosnowo-brzozowy las bagienny, subborealna brzezina bagienna, biel (Thelypteridi-Betuletum pubescentis Czerw. 1972) – zespół leśny należący do klasy olsów Alnetea glutinosae. Zbiorowisko o niepewnym statusie syntaksonomicznym. W szczególności nie posiada gatunków charakterystycznych – budują go gatunki typowe dla różnych innych zbiorowisk – olsowe, szuwarowe i torfowiskowe. Występuje na rozległych torfowiskach wykształconych z torfowisk niskich lub przejściowych, zastępując zarośla Betulo-Salicetum repentis w drodze sukcesji w kierunku torfowcowego boru świerkowego. Jest to zbiorowisko roślinne o charakterze borealnym, cechujące się znacznym bogactwem i różnorodnością florystyczną. Zbliżone jest do borów z klasy Vaccinio-Piceetea, zwłaszcza do zespołu Betuletum pubescentis.
Siedliska, w których występują lasy bagienne, są często objęte ochroną konserwatorską, w formie rezerwatów przyrody lub parków krajobrazowych.

## Charakterystyka
Drzewostan jest niski i dość rzadki. Najczęściej występuje: sosna zwyczajna, brzoza omszona, świerk, niekiedy olsza czarna. Jest to jeden z dwóch naturalnych typów lasu z dominującą brzozą omszoną w drzewostanie (drugim jest brzezina bagienna).
Krzewy: wierzba szara, wierzba rokita, kruszyna, rzadsze: wierzba uszata i brzoza niska. Runo: trzcina pospolita, zachylnik błotny, nerecznica grzebieniasta i trzcinnik lancetowaty.
Zespół ten wyróżnia się występowaniem także: gruszyczki jednostronnej i gruszyczki okrągłolistnej i gwiazdnicy długolistnej, gruszycznika jednokwiatowego oraz listery jajowatej, pięciornika kurze ziele, turzycy sinej, turzycy szczupłej.
Dobrze wykształcona jest warstwa mchów z takimi gatunkami, jak: rokietnik pospolity, gajnik lśniący, torfowiec błotny. Roślinność torfowisk przejściowych i niskich: bobrek trójlistkowy, kruszczyk błotny, dziewięciornik błotny.
Bardzo istotny jest także udział gatunków klasy Oxycocco-Sphagnetea, które liczniej są reprezentowane tylko w borach bagiennych. Do najczęściej spotykanych gatunków torfowisk wysokich należą: Sphagnum capillifolium, Sphagnum magellanicum, Aulacomnium palustre, żurawina błotna, wełnianka pochwowata.
Gęste podszycie lasu bagiennego, złożone z kilku gatunków wierzb oraz kruszyny powoduje, że las ten jest niedostępny i stanowi ostoję wielu gatunków drapieżnych ptaków i innych zwierząt.
Charakterystyczna kombinacja gatunków
ChCl., O., All. : brzoza niska (Betula humilis), trzcinnik lancetowaty (Calamagrostis canescens), turzyca długokłosa (Carex elongata), nerecznica grzebieniasta (Dryopteris cristata), karbieniec pospolity (Lycopus europaeus), woskownica europejska (Myrica gale), długosz królewski (Osmunda regalis), porzeczka czarna (Ribes nigrum), wierzba uszata (Salix aurita), wierzba szara (Salix cinerea), wierzba pięciopręcikowa (Salix pentandra), wierzba rokita (Salix rosmarinifolia), psianka słodkogórz (Solanum dulcamara), torfowiec nastroszony (Sphagnum squarrosum), zachylnik błotny (Thelypteris palustris), piórkowiec kutnerowaty (Trichocolea tomentella).
ChAssGr. : turzyca długokłosa (Carex elongata).

## Występowanie
Występuje w północno-wschodniej Polsce (Puszcza Białowieska, Puszcza Knyszyńska, Puszcza Augustowska, w północno-wschodniej części Równiny Kurpiowskiej, w dolinie Biebrzy i na Pojezierzu Suwalskim oraz Niecce Gródecko-Michałowskiej na południe od Puszczy Knyszyńskiej).